# Matthew Birir
Matthew Birir, född 5 juli 1972, är en kenyansk före detta friidrottare som tävlade i hinderlöpning.
Birir blev olympisk mästare på 3 000 meter hinder vid sommarspelen 1992 i Barcelona.